# Almazán (gemeente)
Almazán is een gemeente in de Spaanse provincie Soria in de regio Castilië en León met een oppervlakte van 166,53 km². Almazán telt 5.648 inwoners (1 januari 2016). De gemeente ligt 32 km van de provinciehoofdstad Soria en 192 km van Madrid. Door Almazán stroomt de rivier de Douro.

## Geschiedenis

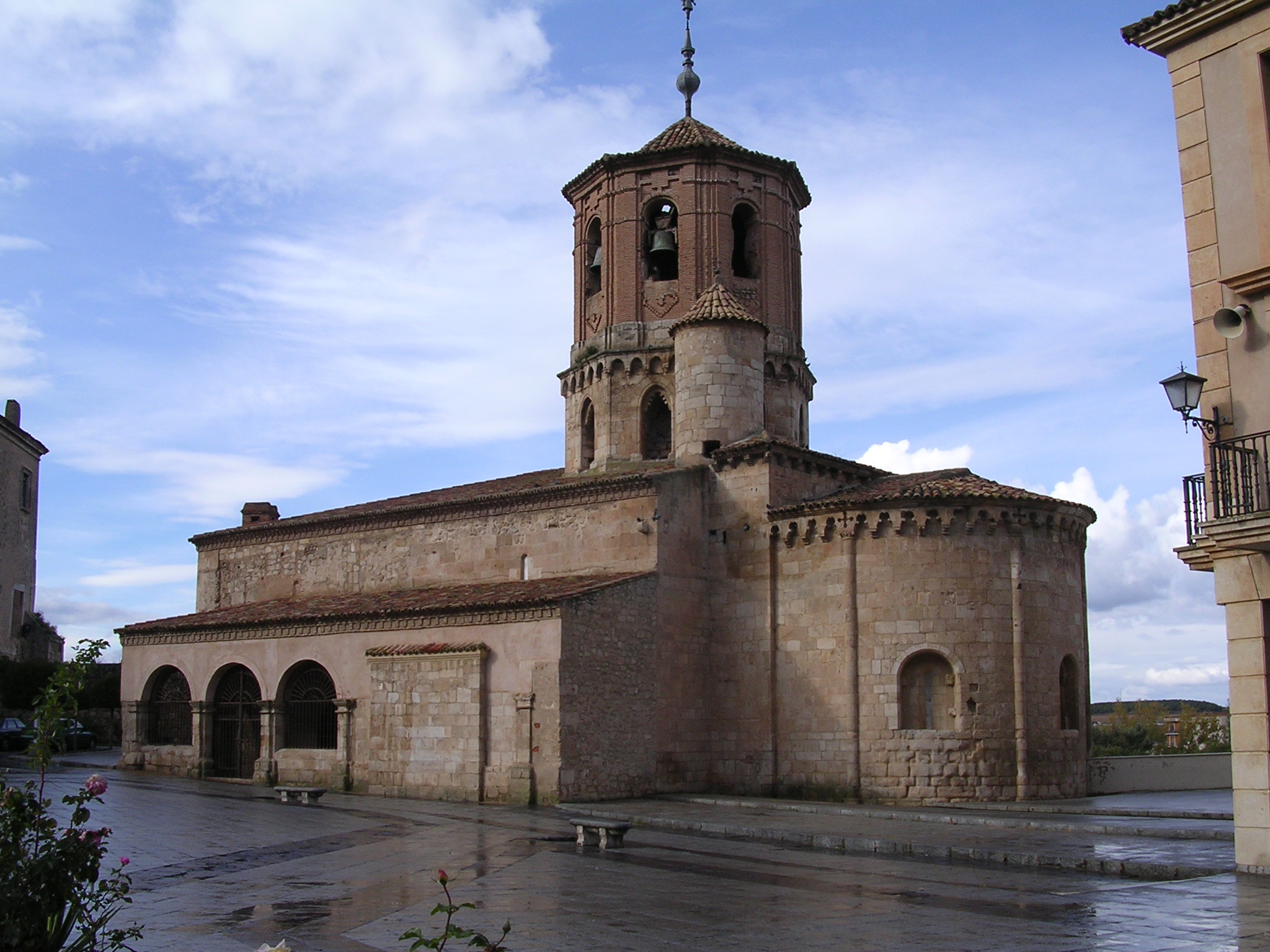
De kerk van San Miguel

In 1375 werd in Almazán de vrede getekend tussen de koninkrijken Castilië en Aragón. De ondertekenaars waren koning Peter IV van Aragón, bijgenaamd de Ceremoniële, en koning Hendrik II van Castilië.
Juan Hurtado de Mendoza was vanaf 1392 hofmeester onder koning Hendrik II. Als beloning schonk Hendrik IV hem de stad, en maakte hem er heer van.

## Monumenten
Een groot aantal gebouwen in de stad zijn gebouwd in romaanse stijl, maar er zijn ook elementen uit de barok, de renaissance en de gotiek terug te vinden. Belangrijke monumenten zijn onder meer:
- De kerk van San Miguel, een voorbeeld van de Soriaanse romaanse stijl
- De oude romaanse kerk van San Vicente, tegenwoordig een gemeentelijk cultuurcentrum
- De kapel van Jesús Nazareno
- De kerk van Santa María de Calatañazor
- De kerk van San Pedro
- De kerk van Nuestra Señora de Campanario (Onze-lieve-vrouwe van de Klokkentoren)
- Het grote plein
- De stadsmuur
- De klokkentoren
- De Puerta Herreros (Smidspoort)
- De Puerta del Mercado (Marktpoort)

## Demografische ontwikkeling
Bron: INE, 1857-2011: volkstellingen
Opm.: In 1857 werden de gemeenten Fuentelcarro en Tejerizas aangehecht; in 1972 werd Cobertelada aangehecht

## Geboren in Almazán
- Diego Laínez (1512-1565), een van de zeven oprichters van de jezuïeten